# Mops & Ollie
|  | Denne artikel er oprettet af botten PalnaBot ud fra en ekstern database. Den kan derfor have sproglige fejl eller mangler. Denne skabelon kan fjernes efter kontrol af indholdet. |

Mops & Ollie er en animationsfilm fra 2013 instrueret af Christian Kuntz efter manuskript af Christian Kuntz, Kirstine Trauelsen.

## Handling
De to rumvæsener Mops & Ollie bor på en planet langt ude i rummet. Ovenover planetet er et stort motorvejsnet, hvorfra der jævnligt falder lidt skrald ned, som Mops & Ollie enten kan spise eller lege med. Men de bliver uvenner over skraldet, og bliver rigtig kede af det, før det går op for dem, at det de har brug for er hinanden, ikke skraldet.